# 大森盛一
大森 盛一（おおもり しげかず、1972年7月9日 - ）は、日本の短距離走の元選手で、400メートル競走に特化していた。

## 経歴
1972年に富山県高岡市に生まれ、中学校より陸上競技に本格的に取り組んだ。富山県立伏木高校を経て、日本大学に進学した。
400メートル走を専門とし、1992年バルセロナオリンピックに出場した。その後、1993年世界室内陸上競技選手権大会と1997年世界室内陸上競技選手権大会に出場したが、決勝には進出できなかった。1994年と1996年の日本陸上競技選手権大会の400メートル競走で優勝 。1996年アトランタオリンピックの陸上競技1600メートルリレー走でチームメイトの苅部俊二、伊東浩司、小坂田淳とともに5位になった。
2000年に引退後、さまざまな職業を経て、2008年に陸上競技クラブ「アスリートフォレスト　トラッククラブ（A・F・T・C）」を設立し、指導者として陸上競技に復帰した。クラブ設立後、サニブラウン・アブデル・ハキームや視覚障害を持つ高田千明などの指導にあたった。高田千明の100m走のガイドランナーと走幅跳のコーラーも兼任している 。 

## 実績
| 年        | 大会         | 会場           | 結果      | 補足      |
| 代表 日本 | 代表 日本    | 代表 日本      | 代表 日本 | 代表 日本 |
| --------- | ------------ | -------------- | --------- | --------- |
| 1997      | 東アジア大会 | 大韓民国、釜山 | 3rd       | 400 m     |

## 参照資料
- ‹TheテンプレートIAAF名は削除の対象と見なされています。›